# 虎台 (西宁市)
虎台，位于中国青海省西宁市城西区虎台街道。根据记载，虎台是南凉景王秃发傉檀的太子秃发虎台为检阅军队而建的。原台共九层，台下可陈兵10万，台上用于军事检阅，现仅存土丘。当地群众称其为“将台”或“点将台”。
1957年12月13日公布为第二批青海省文物保护单位，2013年3月被公布为第七批全国重点文物保护单位。